# 피티림 소로킨

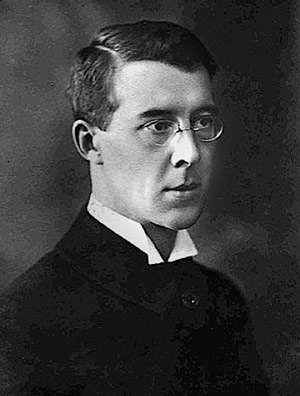

피티림 소로킨(Pitirim Alexandrovich Sorokin·1889.1.21 ~ 1968.2.10)은 러시아 북부 볼로그다현 투리아 출신의 미국 사회학자이다.

## 생애
러시아의 11월 혁명 이후 케렌스키파라고 하여 사형선고가 내려졌으나, 구명운동으로 1923년 국외 추방령에 의해 미국으로 건너가 1930년에 미국 시민으로 귀화하였다. 미국인들의 성적 집착이 급격한 상승곡선을 그릴 경우 혼외출산과 이혼 및 동성애에 대한 역사적인 배척 풍조는 급격히 변할 것이라고 예언한 사회학자이다.

## 학력
- 페테르부르크 대학 졸업

## 경력
- 1917년 페테르부르크 대학 사회학 교수
- A.F.케렌스키 내각의 각료, 러시아 공화국회의 및 헌법회의 위원
- 1924년 미네소타대학 교수
- 1930년 하버드대학 교수

## 저서
- 《혁명의 사회학 Sociology of Revolution》(1925)
- 《사회이동(Social Mobility)》(1927년)
- 《사회적 ·문화적 동학(動學) Social and Cultural Dynamics》(4권, 1937∼1941)
- 《사회 ·문화 및 퍼스낼리티 Society, Culture and Personality》(1947)

## 같이 보기
- 《거시사의 세계》(Macrohistory and macrohistorians) ISBN 898982432X
- 《20세기 사회사상》ISBN 9788970271170
- 《예술과 사회이론》ISBN 9788961471893
- 《감각의 문화》, 예영커뮤니케이션, 2000
- 《다시 쓰는 역사 그 지식의 즐거움》, 세종 연구원, 2008, pp.29~40